# 立花優
立花 優（たちばな ゆう、1968年1月1日 - ）は、日本のAV女優。

## 出演作品

### アダルトビデオ
1998年
- 恥ずかしいけどかんじちゃう マダムゆう31歳 (7月28日、クリスタル映像)
- THE セクハラ 4 (10月15日、クリスタル映像)…オムニバス作品

1999年
- 人妻童貞狩り (5月10日、ダマールレジェンド)
- 義母さん もうガマンできない (6月30日、ロイヤル・アート)

2000年
- 熟 爛漫 淫欲の果て～ (11月20日、SODクリエイト)
- 艶麗淑女 第四章 (12月18日、エッチアールシー)…オムニバス作品 他出演:松山桃香、今井みゆき

2001年
- 近親相姦 第三章 (3月10日、桃太郎映像出版)…オムニバス作品 他出演:葉月ありさ
- 実録 近親相姦 特別豪華版 再現ドラマシリーズ 媚肉の宴 三十七歳、おんなの同窓会 それぞれの母子相姦 (9月27日、レイディックス)…共演:田辺由香利、高柳有希
- 素人マダムズ [LEVEL A] 其の七 (12月21日、アリスJAPAN)…オムニバス作品 他出演:神野ミツル、井上りんか、安西さとみ、杉浦りか子

2002年
- 淫獣・義母兄妹 (2月16日、グラフィティジャパン)…共演:堤さやか
- 崩壊家族 交錯する欲望 (5月12日、V&Rプランニング)…共演:清水いね

2003年
- 露出姉X 素人姉さんプルプルしちゃいました (3月25日、マックス・エー)…オムニバス作品 他出演:仲本みなみ、松坂あきら
- ホーニーワールド 23 ヒール&オールスルー (5月1日、キャンドゥ)
- 夢想 パンスト・ドリーム (12月1日、キャンドゥ)

2004年
- 誘惑ミセス 21 (12月23日、U&K)

2005年
- 暴姦!! 切り裂きジャック (7月25日、ルビー)…オムニバス作品 他出演:岡由里子
- コスプレ熟女 (9月16日、アリスJAPAN)…オムニバス作品 他出演:椎名まゆみ、倖田李梨、折原純子、渋谷歩美
- 超高級熟女研究所 VOL.3 (10月6日、SODクリエイト)…オムニバス作品 他出演:楠真由美
- 近親相姦に溺れるスナックの美人ママ (10月7日、ルビー)
- エクストラミセスバーチャオナ Vol.24 (12月9日、アルファーインターナショナル)
- セルブ妻の変態セックス 4 (12月25日、マドンナ)…オムニバス作品 他出演:加藤由紀、瀬名紫
- 性界 じゅるるん滞在記 (12月15日、)…共演:小倉あかね

2006年
- 友達の母 39 レイプ (1月25日、マドンナ)…オムニバス作品 他出演:加藤由紀、伊東恵
- 年増の事情 3 (3月、イエローダック)
- 実録 義母浪漫 第二章 (3月25日、アカデミック)…オムニバス作品 他出演:菊池エリ、神咲レイラ
- バーチャル 中出し近親相姦 (3月31日、センタービレッジ)
- 友人の母 (11月13日、溜池ゴロー)

2007年
- 僕のおばさん (5月25日、マドンナ)
- 先生の奥さん (6月13日、溜池ゴロー)
- 近親相姦 母子偏愛 (7月25日、マドンナ)
- 家政婦奴隷 (9月25日、マドンナ)

2008年
- 義母奴隷 (2月13日、溜池ゴロー)
- 立花優 総集編 4時間 (7月7日、マドンナ)

発売日不明
- 熟女学院 3 あの日に帰りたい… (TMインターナショナル)
- 痴女 ニンフォマニア 其の八 (麒麟堂)…共演:松井由梨
- 手でイカせてあげる 20 (麒麟堂)…共演:松井由梨
- 近親相姦物語 第2巻 淫欲の肖像 (麒麟堂)…共演:藤川真紀子
- 喪服汚辱 第八章 未亡人強姦陵辱

　他多数出演